# Чемпионат Европы по кроссу 2017
Чемпионат Европы по кроссу 2017 года прошёл 10 декабря в городе Шаморин (Словакия). Разыгрывались 13 комплектов наград: по 6 в индивидуальном и командном зачётах, а также (впервые в истории) — в смешанной эстафете. Соревнования проходили среди взрослых спортсменов, молодёжи (до 23 лет) и юниоров (до 20 лет).
Чемпионат проходил при солнечной, но холодной погоде: температура воздуха оставалась в районе нуля градусов. Трасса была проложена по территории ипподрома, расположенном на территории курорта и многофункционального спортивного центра x-bionic sphere.
В соревнованиях приняли участие 559 атлетов (294 мужчины и 265 женщин) из 37 стран Европы. Каждая страна могла выставить одну команду в эстафете и до 6 человек в каждый из 6 индивидуальных забегов. В 2017 году произошли изменения в правилах командного первенства: теперь результат сборной стал складываться из мест трёх лучших участников, в предыдущие годы их нужно было четыре.
Третий год подряд в чемпионате Европы по кроссу не участвовала сборная России, отстранённая от участия в международных стартах из-за допингового скандала в ноябре 2015 года. 26 ноября 2017 года отстранение было в очередной раз оставлено в силе на Совете ИААФ в Монако. В качестве нейтрального атлета к соревнованиям была допущена россиянка Екатерина Соколенко — она заняла 29-е место в женском забеге.
Фионнуала Маккормак из Ирландии увеличила свой же рекорд по количеству стартов на чемпионате Европы по кроссу. Турнир 2017 года стал для неё 15-м по счёту. Она оказалась лучшей среди представительниц Ирландии и заняла высокое 12-е место в итоговом протоколе.
17-летний Якоб Ингебригтсен из Норвегии во второй раз подряд выиграл забег среди юниоров до 20 лет. Благодаря финишному рывку он опередил турка Рамазана Барбароса (старше Ингебригтсена на 2,5 года).
Харриет Ноулз-Джонс третий год подряд попала на пьедестал женского юниорского забега, но выиграла его впервые (в 2015 и 2016 году она осталась с серебряной и бронзовой медалями).
Британка Стефани Твелл завоевала четвёртую золотую медаль чемпионатов Европы по кроссу в командном первенстве. Всего же с учётом юниорских и молодёжных забегов на её счету стало 13 золотых медалей (3 индивидуальных и 10 командных) и 2 серебряных (обе в командном зачёте).
Чемпионское звание среди женщин защитила Ясемин Джан из Турции, а мужской забег выиграл представитель этой же страны Каан Озбилен. Оба чемпиона — натурализованные кенийцы, получившие в 2016 году право выступать под новым флагом. Кроме того, четыре из пяти турецких бегунов в мужском забеге были этническими кенийцами: Каан Озбилен, Арас Кая, Полат Арыкан и Али Кая. Совместными усилиями они смогли одержать победу в командном зачёте.

## Результаты

### Мужчины. 10,18 км
| Место | Атлет               | Страна         | Время (м.с) |
| ----- | ------------------- | -------------- | ----------- |
| 1     | Каан Озбилен        | Турция         | 29.45       |
| 2     | Адель Мешааль       | Испания        | 29.54       |
| 3     | Эндрю Бутчарт       | Великобритания | 30.00       |
| 4     | Хассан Шахди        | Франция        | 30.01       |
| 5     | Суфьян Бушихи       | Бельгия        | 30.04       |
| 6     | Бен Коннор          | Великобритания | 30.08       |
| 7     | Арас Кая            | Турция         | 30.14       |
| 8     | Даниэль Матео       | Испания        | 30.16       |
| 9     | Полат Арыкан        | Турция         | 30.17       |
| 10    | Айяд Ламдассем      | Испания        | 30.18       |
| 11    | Хенрик Ингебригтсен | Норвегия       | 30.19       |
| 12    | Рихард Рингер       | Германия       | 30.24       |

| Место | Команда | Очки |
| ----- | --- | ---- |
| 1     | Турция · Каан Озбилен · Арас Кая · Полат Арыкан · Али Кая · Алпер Демир                                      | 17   |
| 2     | Испания · Адель Мешааль · Даниэль Матео · Айяд Ламдассем · Хавьер Герра · Хуан Антонио Перес · Хесус Эспанья | 20   |
| 3     | Великобритания · Эндрю Бутчарт · Бен Коннор · Том Ланкашир · Алекс Тьютен · Сэм Стаблер · Деви Гриффитс      | 35   |
| 4     | Франция | 56   |
| 5     | Ирландия | 58   |
| 6     | Дания | 80   |
| 7     | Норвегия | 81   |
| 8     | Португалия                                                                                                   | 90   |

Курсивом выделены участники, чей результат не пошёл в зачёт команды

### Женщины. 8,23 км
| Место | Атлет               | Страна         | Время (м.с) |
| ----- | ------------------- | -------------- | ----------- |
| 1     | Ясемин Джан         | Турция         | 26.48       |
| 2     | Мераф Бахта         | Швеция         | 27.03       |
| 3     | Каролина Гровдаль   | Норвегия       | 27.04       |
| 4     | Роксана Быркэ       | Румыния        | 27.21       |
| 5     | Элена Буркард       | Германия       | 27.21       |
| 6     | Шарлотт Тейлор      | Великобритания | 27.23       |
| 7     | Фабьенн Шлумпф      | Швейцария      | 27.24       |
| 8     | Эмелия Горецка      | Великобритания | 27.34       |
| 9     | Джемма Стил         | Великобритания | 27.41       |
| 10    | Стефани Твелл       | Великобритания | 27.43       |
| 11    | Анкуца Бобочел      | Румыния        | 27.46       |
| 12    | Фионнуала Маккормак | Ирландия       | 27.48       |

| Место | Команда | Очки |
| ----- | --- | ---- |
| 1     | Великобритания · Шарлотт Тейлор · Эмелия Горецка · Джемма Стил · Стефани Твелл · Лили Партридж · Элле Вернон  | 23   |
| 2     | Румыния · Роксана Быркэ · Анкуца Бобочел · Кристина Симьон · Андрея Пышку · Клаудия Присекару · Паула Тодоран | 31   |
| 3     | Турция · Ясемин Джан · Озлем Кая · Эсма Айдемир · Мерьем Акда                                                 | 54   |
| 4     | Португалия | 60   |
| 5     | Испания | 60   |
| 6     | Германия | 70   |
| 7     | Ирландия | 84   |
| 8     | Франция | 85   |

Курсивом выделены участницы, чей результат не пошёл в зачёт команды

### Молодёжь (до 23 лет). Мужчины. 8,23 км
| Место | Атлет                     | Страна         | Время (м.с) |
| ----- | ------------------------- | -------------- | ----------- |
| 1     | Джимми Грессье            | Франция        | 24.35       |
| 2     | Юго Ай                    | Франция        | 24.37       |
| 3     | Йеманеберхан Криппа       | Италия         | 24.42       |
| 4     | Эмманюэль Рудольфф-Левисс | Франция        | 24.43       |
| 5     | Карлос Майо               | Испания        | 24.46       |
| 6     | Симон Дебонье             | Бельгия        | 24.47       |
| 7     | Алексис Мьелле            | Франция        | 24.47       |
| 8     | Топи Райтанен             | Финляндия      | 24.47       |
| 9     | Робин Хендрикс            | Бельгия        | 24.48       |
| 10    | Сюлейман Бекмезчи         | Турция         | 24.49       |
| 11    | Микаэль Сомер             | Бельгия        | 24.49       |
| 12    | Махамед Махамед           | Великобритания | 24.50       |

| Место | Команда | Очки |
| ----- | --- | ---- |
| 1     | Франция · Джимми Грессье · Юго Ай · Эмманюэль Рудольфф-Левисс · Алексис Мьелле · Мохаммед-Амин Эль Буаджаджи · Фабьян Пальсо | 7    |
| 2     | Бельгия · Симон Дебонье · Робин Хендрикс · Микаэль Сомер · Дорьян Бульвен                                                    | 26   |
| 3     | Великобритания · Махамед Махамед · Крис Олли · Патрик Дивер · Джо Стюард · Джек Роу · Дэниел Джарвис                         | 41   |
| 4     | Испания | 45   |
| 5     | Италия | 49   |
| 6     | Турция | 76   |
| 7     | Германия | 79   |
| 8     | Нидерланды | 106  |

Курсивом выделены участники, чей результат не пошёл в зачёт команды

### Молодёжь (до 23 лет). Женщины. 6,28 км
| Место | Атлет                    | Страна         | Время (м.с) |
| ----- | ------------------------ | -------------- | ----------- |
| 1     | Алина Ре                 | Германия       | 20.22       |
| 2     | Констанце Клостерхальфен | Германия       | 20.25       |
| 3     | Джессика Джудд           | Великобритания | 20.45       |
| 4     | Эми-Элоиз Нил            | Великобритания | 20.59       |
| 5     | Эми Гриффитс             | Великобритания | 21.02       |
| 6     | Изабель Брауэр           | Швеция         | 21.09       |
| 7     | Анна Эмили Мёллер        | Дания          | 21.14       |
| 8     | Вероника Пызик           | Польша         | 21.18       |
| 9     | Майри Макленнан          | Великобритания | 21.26       |
| 10    | Фиби Лоу                 | Великобритания | 21.26       |
| 11    | Эмине Хатун Туна         | Турция         | 21.27       |
| 12    | Анна Геринг              | Германия       | 21.28       |

| Место | Команда | Очки |
| ----- | --- | ---- |
| 1     | Великобритания · Джессика Джудд · Эми-Элоиз Нил · Эми Гриффитс · Майри Макленнан · Фиби Лоу · Филиппа Боуден | 12   |
| 2     | Германия · Алина Ре · Констанце Клостерхальфен · Анна Геринг · Вера Кутейе · Свеня Пингпанк                  | 15   |
| 3     | Турция · Эмине Хатун Туна · Бюшра Коку · Яйла Кылыч · Тубай Эрдал · Фатма Демир                              | 46   |
| 4     | Швеция | 52   |
| 5     | Испания | 59   |
| 6     | Украина | 66   |
| 7     | Дания | 77   |
| 8     | Франция | 82   |

Курсивом выделены участницы, чей результат не пошёл в зачёт команды

### Юниоры (до 20 лет). 6,28 км
| Место | Атлет              | Страна   | Время (м.с) |
| ----- | ------------------ | -------- | ----------- |
| 1     | Якоб Ингебригтсен  | Норвегия | 18.39       |
| 2     | Рамазан Барбарос   | Турция   | 18.41       |
| 3     | Луис Жилавер       | Франция  | 18.45       |
| 4     | Яни Хелаф          | Франция  | 18.47       |
| 5     | Мигель Гонсалес    | Испания  | 18.48       |
| 6     | Адриан Гарча       | Румыния  | 18.48       |
| 7     | Аннас Эль-Хамдуйни | Испания  | 18.49       |
| 8     | Игнасио Фонтес     | Испания  | 18.50       |
| 9     | Марио Гарсия       | Испания  | 18.50       |
| 10    | Маркус Гёргер      | Германия | 18.50       |
| 11    | Тим ван де Вельде  | Бельгия  | 18.51       |
| 12    | Дорин Русу         | Румыния  | 18.52       |

| Место | Команда | Очки |
| ----- | --- | ---- |
| 1     | Испания · Мигель Гонсалес · Аннас Эль-Хамдуйни · Игнасио Фонтес · Марио Гарсия · Тарику Новалес · Уассим Умаиз | 20   |
| 2     | Франция · Луис Жилавер · Яни Хелаф · Иль Бум · Антуан Сенар · Пьер Прус · Пьеррик Жоктёр-Монрозье              | 27   |
| 3     | Турция · Рамазан Барбарос · Абдуррахман Гедиклиоглу · Омер Амачтан · Рамазан Бастуг · Сезгин Атач              | 49   |
| 4     | Бельгия | 51   |
| 5     | Норвегия | 51   |
| 6     | Великобритания                                                                                                 | 56   |
| 7     | Италия | 83   |
| 8     | Румыния | 88   |

Курсивом выделены участники, чей результат не пошёл в зачёт команды

### Юниорки (до 20 лет). 4,18 км
| Место | Атлет                  | Страна         | Время (м.с) |
| ----- | ---------------------- | -------------- | ----------- |
| 1     | Харриет Ноулз-Джонс    | Великобритания | 13.48       |
| 2     | Лили Анна Тот          | Венгрия        | 13.59       |
| 3     | Мириам Даттке          | Германия       | 14.03       |
| 4     | Ясмейн Лау             | Нидерланды     | 14.05       |
| 5     | Надя Баттоклетти       | Италия         | 14.07       |
| 6     | Франческа Томмази      | Италия         | 14.07       |
| 7     | Матильда Сенешаль      | Франция        | 14.08       |
| 8     | Альберте Кьер Педерсен | Дания          | 14.09       |
| 9     | Кэри Хьюз              | Великобритания | 14.15       |
| 10    | Софи Мёрфи             | Ирландия       | 14.15       |
| 11    | Хахиса Мланга          | Великобритания | 14.16       |
| 12    | Ниам Браун             | Великобритания | 14.17       |

| Место | Команда | Очки |
| ----- | --- | ---- |
| 1     | Великобритания · Харриет Ноулз-Джонс · Кэри Хьюз · Хахиса Мланга · Ниам Браун · Фиби Баркер · Виктория Уир         | 21   |
| 2     | Италия · Надя Баттоклетти · Франческа Томмази · Элиза Керубини · Миколь Майори · Лаура Де Марко · Людовика Кавалли | 33   |
| 3     | Испания · Марта Гарсия · Люсия Родригес · Карла Гальярдо · Кристина Руис · Андреа Ромеро · Изабель Баррейро        | 47   |
| 4     | Франция | 60   |
| 5     | Нидерланды | 60   |
| 6     | Германия | 70   |
| 7     | Ирландия | 71   |
| 8     | Турция | 75   |

Курсивом выделены участницы, чей результат не пошёл в зачёт команды

### Смешанная эстафета
Смешанная эстафета впервые проводилась в рамках чемпионата Европы по кроссу. На старт вышли 11 команд, составленных из 2 мужчин и 2 женщин. В отличие от чемпионата мира по кроссу 2017 года, где смешанная эстафета была проведена впервые, мужчины и женщины не могли бежать этапы в произвольном порядке. Первый и третий этапы были женскими, а второй и четвёртый — мужскими. Вместо эстафетной палочки использовался небольшой браслет. Длина этапов была различной из-за использования стартового и финишного коридоров и составляла: 1-й этап — 1,71 км, 2-й этап — 1,5 км, 3-й этап — 1,5 км, 4-й этап — 1,57 км.
Уже после первого этапа определилась тройка лидеров, которая и разыграла медали: Чехия, Великобритания и Испания. Первыми чемпионами Европы в смешанной кроссовой эстафете стали британцы.
| Место | Команда                                                                         | Время (м.с) |
| ----- | ------------------------------------------------------------------------------- | ----------- |
| 1     | Великобритания · Мелисса Кортни · Кэмерон Бойек · Сара Макдональд · Том Маршалл | 18.24       |
| 2     | Чехия · Симона Врзалова · Филип Сасинек · Кристийна Мяки · Якуб Голуша          | 18.25       |
| 3     | Испания · Соланхе Андрея Перейра · Виктор Руис · Эстер Герреро · Хесус Гомес    | 18.26       |
| 4     | Швеция                                                                          | 19.02       |
| 5     | Франция                                                                         | 19.04       |
| 6     | Италия                                                                          | 19.10       |
| 7     | Германия                                                                        | 19.10       |
| 8     | Турция                                                                          | 19.14       |

## Медальный зачёт
Медали завоевали представители 12 стран-участниц.
 Принимающая страна
| Место | Страна         | Золото | Серебро | Бронза | Всего |
| ----- | -------------- | ------ | ------- | ------ | ----- |
| 1     | Великобритания | 5      | 0       | 4      | 9     |
| 2     | Турция         | 3      | 1       | 3      | 7     |
| 3     | Франция        | 2      | 2       | 1      | 5     |
| 4     | Испания        | 1      | 2       | 2      | 5     |
| 5     | Германия       | 1      | 2       | 1      | 4     |
| 6     | Норвегия       | 1      | 0       | 1      | 2     |
| 7     | Италия         | 0      | 1       | 1      | 2     |
| 8     | Бельгия        | 0      | 1       | 0      | 1     |
| 8     | Венгрия        | 0      | 1       | 0      | 1     |
| 8     | Румыния        | 0      | 1       | 0      | 1     |
| 8     | Чехия          | 0      | 1       | 0      | 1     |
| 8     | Швеция         | 0      | 1       | 0      | 1     |
| Всего | Всего          | 13     | 13      | 13     | 39    |